# ميجا (تشيلي)
ميجا (بالإسبانية: Mega)‏ هي شبكة تليفزيونية خاصة مقرها في سانتياغو.